# Goruia
Goruia é uma comuna romena localizada no distrito de Caraș-Severin, na região de Banato. A comuna possui uma área de 62.49 km² e sua população era de 901 habitantes segundo o censo de 2007.